# Aléxandros Papadiamantis
Aléxandros Papadiamandis (Scíathos, 4 de marzo de 1851 - 3 de enero de 1911) fue un escritor griego —"el mayor prosista de la Grecia moderna", según Kundera—, famoso principalmente por su novela La asesina, considerada su obra magna.

## Su vida
De padre pope ortodoxo, Papadiamandis nació en la isla de Skiathos, en la zona oeste del mar Egeo, que aparecerá notablemente en su obra. Educado en el seno de una familia de honda espiritualidad había dado monjes y abades, se vio obligado a abandonar la escuela a los 11 años por razones económicas. Se mudó a Atenas de joven para terminar sus estudios de bachillerato, e ingresó en la facultad de filosofía de la Universidad de Atenas, que nunca terminó. Se ganó la vida (de mala manera) escribiendo, desde artículos en periódicos y pequeñas historias hasta varias novelas. Hombre solitario, no se casó. Al final de su vida, volvió a su isla natal, donde murió de neumonía.

## Su obra
Papadiamandis —que escribía en su propia versión de la kazarévusa, el griego oficial de la época, lenguaje purista fuertemente influenciado por la antigua Grecia—, debutó en la literatura con su novela La emigrante (Η μετανάστις), publicada en 1880, a la que le siguió La gitanilla (o La hija del gitano, Η γυφτοπούλα), libros de aventuras por el Mediterráneo, con ricos argumentos sobre capturas, guerras, plagas, etc.
Autor de numerosos cuentos, Papadiamandis pinta claras y líricas imágenes de la vida de campo en Skiathos o la vida urbana en los barrios pobres de Atenas, con pequeños destellos de profunda psicología. La nostalgia por la infancia en la isla es palpable en la mayoría de ellas; las historias con aires urbanos a menudo tratan sobre la alienación. La profunda fe cristiana de Papadiamantis, junto con los sentimientos místicos de la liturgia bizantina, influyen en muchas historias. No obstante esto, están llenas de ""pecadores, ladrones, usureros, glotones, borrachos, envidiosos y sacrílegos, de hipócritas, suicidas y asesinos". Sorprende "que el autor sea capaz de ponerse en la piel de esos antihéroes sin justificar sus actos, pero sin juzgarlos ni destilar moralina sobre ellos, por más que los conduzca a todos al arrepentimiento".
Una muestra del profundo sentimiento humano de Papadiamandis es su reconocida obra maestra, la La asesina (1903, Ἡ φόνισσα), historia de una comadrona de Scíathos, que siente pena por las familias con muchas hijas: dadas las malas condiciones económicas, solo pueden casarse si pagan cierto dinero, por lo que eran una carga para las familias pobres. La comadrona hace lo que ella cree que es una acción noble: mata por compasión a las bebés. Cuando es descubierta, se da cuenta de que su idea de estar ayudando era monstruosamente errónea, y que ha abandonado su función de dar vida, y no muerte. Perseguida, se tira al mar. La novela fue llevada al cine por Costas Ferris en 1974.

## Obras traducidas al español
- La asesina, novela, 1903, trad.: Laura Salas; Periférica, Cáceres, 2010
- Obra completa. Antología y resúmenes, Selección, traducción, introducciones, notas e índices de Juan García Muñoz, Ediciones Clásicas, Madrid, 2013.